# Loodsballon

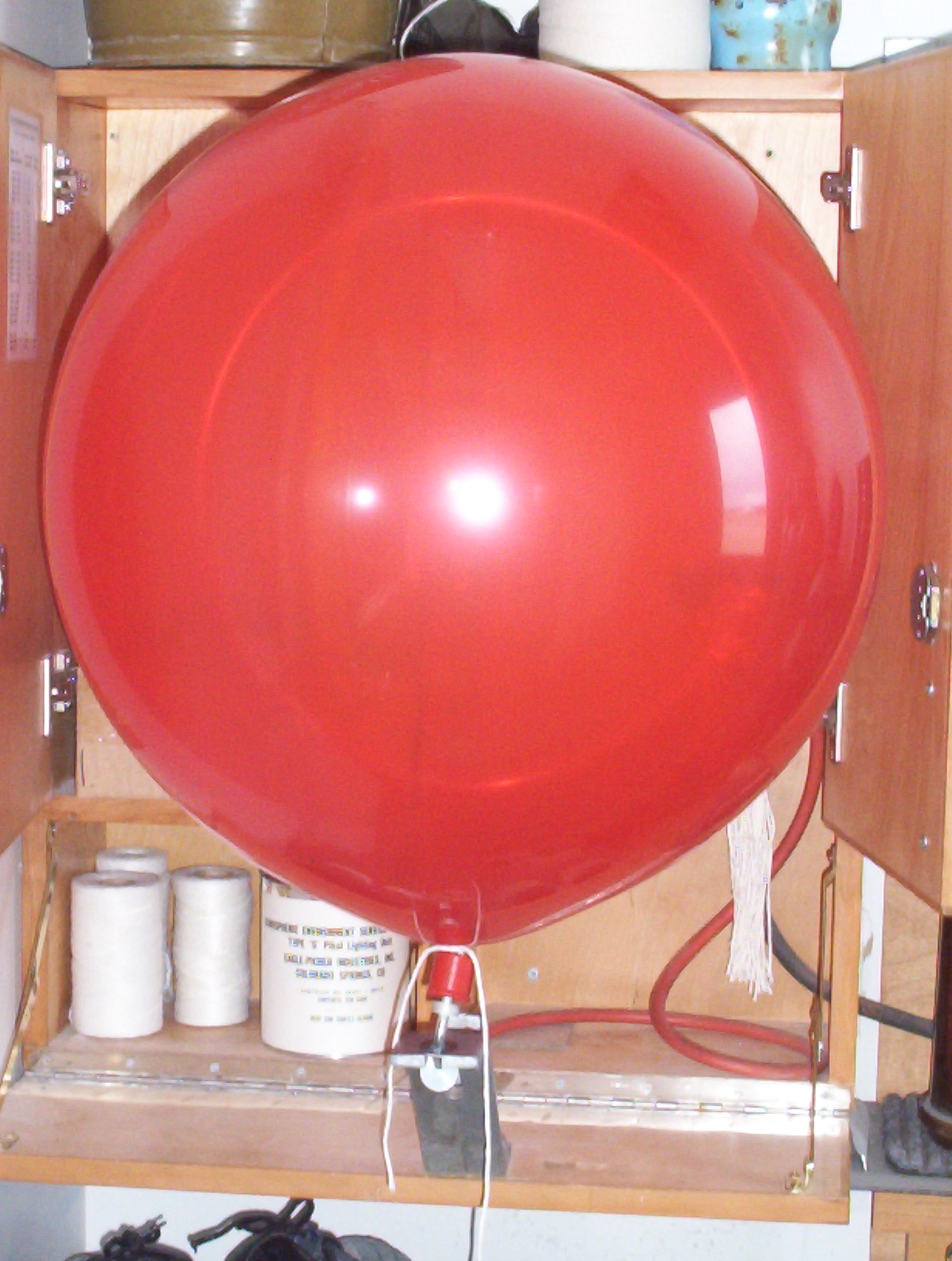
Een loodsballon

Een loodsballon is een ballon die in de meteorologie wordt gebruikt voor het bepalen van de hoogte van de basis van een wolk boven het maaiveld.

## Principe
Het principe achter de loodsballon is dat de stijgsnelheid van de ballon bekend is en dat wordt gemeten hoelang het duurt voordat de ballon in de wolk verdwijnt. Het draaggas voor de ballon is helium of waterstof. Vanwege de kosten worden loodsballonnen meestal gevuld met waterstofgas. De baan van de ballon werd voorheen met een theodoliet gevolgd, tegenwoordig met radar of gps.

## Toepassing
Een loodsballon is een kleine, meestal rode, geribbelde, rubberen ballon met een diameter van 7,6 cm die wordt opgeblazen tot een diameter van 40 cm. Op basis van de verstreken tijd tussen het loslaten van de ballon en het bereiken van de wolk kan de hoogte van de onderkant van de wolk worden berekend. Doordat de parameters van de ballon bekend zijn, zal hij opstijgen met een snelheid van 140 meter per minuut. De onderkant van een wolk is zeer zelden plat en stevig, en daarom wordt de plafondhoogte niet gemeten aan de hand van het moment waarop de ballon de wolk raakt, maar wanneer de kleur van de ballon begint te vervagen. De ballon kan ook worden gebruikt om het verticale zicht in een laag van mist of een sneeuwstorm te meten.